# Lac Cootharaba
Le lac Cootharaba est un lac sur la rivière Noosa. Il est situé à l'entrée des Everglades, une zone touristique populaire pour les habitants de la région de Noosa. Le principal point d'accès au lac se fait par le village de Boreen Point, un autre accès est le camping d'Elanda Point.
Il mesure environ 10 km de long sur 5 km de large et a une profondeur moyenne de 1,5 m. 
C'est un endroit populaire pour la pratique de la voile et Boreen Point abrite le Club de Voile du lac Cootharaba. le camping de Boreen Point est équipé d'installations modernes en bordure du lac.